# Andreas Dober
Andreas Dober (ur. 31 marca 1986 w Wiedniu) – austriacki piłkarz grający na pozycji prawego obrońcy.
Andreas Dober jest wychowankiem Rapidu Wiedeń. Od najmłodszych lat występował w drugim zespole Rapidu, Rapid Amateure. W pierwszym zespole zadebiutował w 2004 roku. W sezonie 2004/2005 wywalczył mistrzostwo Austrii. Zagrał jednak w zaledwie jednym spotkaniu. Na rundę wiosenną wypożyczony do SCR Altach. Po półrocznym pobycie w Altach Dober wrócił do Wiednia. Następnie grał w TSV Hartberg i First Vienna FC. W 2013 trafił do SKN St. Pölten. Był z niego wypożyczony do klubu Ethnikos Achna.
W reprezentacji Austrii zaliczył trzy spotkania.